# Юсупов, Касим Назифович
Касим Назифович Юсупов (баш. Йосопов Ҡасим Нәзиф улы; род. 26 ноября 1935, Сыйрышбашево, Башкирская АССР) — экономист, доктор экономических наук (1985), профессор (1991), заслуженный деятель науки Российской Федерации (2006), заслуженный деятель науки БАССР (1985), заслуженный деятель науки Республики Татарстан (2007), почётный работник высшего профессионального образования Российской Федерации (2008).

## Биография
Юсупов Касим Назифович родился 26 ноября 1935 года в деревне Сыйрышбашево Чекмагушевского района БАССР.
В 1959 году закончил Башкирский государственный университет, работал завучем Митро-Аюповской средней школы Чекмагушевского района.
В 1961—1965 годы работал в Чекмагушевском районном и Башкирском областном комитетах ВЛКСМ.
В 1965—1968 годы учился в аспирантуре Отдела экономических исследований Башкирского филиала академии наук СССР и в 1969 г. в Институте экономики АН СССР защитил диссертацию на соискание учёной степени кандидата экономических наук. В 1984 в Центральном экономическом научно-исследовательском институте Госплана РСФСР защитил диссертацию на соискание учёной степени доктора экономических наук на тему: «Методологические проблемы исследования комплексного развития автономной республики в системе народного хозяйства (на основе межотраслевого баланса)».
Делегат Съезда народов Башкортостана (2003 г.), Всемирного форума татарских ученых (Казань, 2007 г.), IV и V съездов Всемирного конгресса татар.

## Научная деятельность и творчество
Научная деятельность посвящена вопросам региональной экономики и воспроизводственного потенциала региона. Юсуповым создано научное направление межотраслевого и межрегионого анализа народнохозяйственного комплекса на основе балансового метода.
Автор почти 400 научных публикаций и 23 монографий, 10 учебных пособий (одно из них отмечено грифом Минобразования России, пять — грифом УМО России, два электронных учебника), 34 статей в журналах ВАК. Индекс Хирша — 8. Под его руководством выполнено четыре гранта РГНФ: в 2010-м, 2012-м, 2013-м и 2014-м годах.
Юсупов автор шести книг на татарском языке, посвящённых истории, культуре родного народа, генеалогии родов: «Имәннәр» (Дубы), «Йосыф-Сыерышбаш», «Сыерышбаш хикмәтләре» (Сыерышбашевская быль), «Тамырлар» (Корни), «Сыерышбаш: исемнәрдә hәм саннарда» (Сыерышбаш в именах и цифрах), «Моңаймас та иде, hай, бу бала …» (Не тосковал бы этот мальчик). Информационной основой этих книг послужили ревизские сказки, проведённые в России в XVIII—XIX веках, магометанские метрические записи XIX и XX веков и переписей населения XX и XXI веков.

## Почётные звания и премии
- заслуженный деятель науки Башкирской АССР (1985)
- заслуженный деятель науки Российской Федерации (2006)
- заслуженный деятель науки Республики Татарстан (2007)
- почётный работник высшего профессионального образования Российской Федерации (2008)
- почётный гражданин Чекмагушевского района РБ
- литературная премия им. Г. З. Рамазанова
- премия газеты «Кызыл таң» (дважды)
- премия журнала «Тулпар» по итогам года (дважды)
- премия Академии наук Республики Башкортостан им. М. И. Такумбетова за выдающиеся работы в области экономических наук
- медаль за большие заслуги перед татарским народом Всемирного конгресса татар (2015).